# Frédéric de Pioger
Frédéric Armand Alexandre de Pioger est un homme politique français né le 1er août 1816 au château de Boro, en Saint-Vincent-sur-Oust (Morbihan), décédé le 26 avril 1902 au château de Boro en Saint-Vincent-sur Oust.

## Biographie

### Carrière
Reçu avocat en 1838, il ne plaide pas, mais collabore à des journaux d'opposition à la monarchie de Juillet. Il est député du Morbihan et conseiller général de 1848 à 1851, votant avec la droite. Réélu député en 1871, il siège à droite, et s'inscrit à la Réunion des Réservoirs, qui regroupe les conservateurs royalistes. Il fait partie des 94 signataires réclamant l'abrogation des lois d'exil et le retour des Bourbons. Il est battu en 1876, quitte la vie politique et se retire dans sa propriété de Boro.

### Famille
Frédéric Armand Alexandre, comte de Pioger, est le fils d'Armand Aimé de Pioger, né le 9 janvier 1779 au Grand-Fougeray, volontaire à l'armée de Charette, capitaine d'infanterie, chevalier de la Légion d'honneur, mort à Boro le 26 août 1856 - et d'Émilie Josèphe Françoise de Monti de Bogat, née à Guérande le 16 janvier 1781, morte à Boro le 16 janvier 1833.
Il épouse à Redon, Marie-Thérèse de Gibon (…-1894), fille d'Auguste Louis Marie de Gibon, ancien officier de marine, député d'Ille-et-Vilaine et d'Amélie Fournier d'Allérac.
De cette union est née Marcie Marie Élisabeth de Pioger, née à Redon le 7 septembre 1850. Elle épouse à Saint-Vincent-sur-Oust, le 21 mai 1872, Arthur Marie Le Bastard de Villeneuve, né aux Métairies en Guignen, (I et V), le 19 janvier 1839, chef d'escadrons de cavalerie, chevalier de la Légion d'honneur, mort le 22 mai 1889 à Libourne (Gironde), dont:
- Henri Le Bastard de Villeneuve
- Yvan Le Bastard de Villeneuve.
- Paul Le Bastard de Villeneuve.
- Marguerite Le Bastard de Villeneuve.

## Blason
d'argent à 3 écrevisses de gueules, 2 et 1.

## Sources
- « Frédéric de Pioger », dans Adolphe Robert et Gaston Cougny, Dictionnaire des parlementaires français, Edgar Bourloton, 1889-1891 [détail de l’édition]
- Henri de La Messelière, Filiations Bretonnes, Saint-Brieuc, 1922, Tome IV, page 358.